# Thurgarton
Thurgarton est un village du Nottinghamshire, en Angleterre.